# 田隆法
田 隆法（ちょん りゅんぽっ、1985年11月29日 - ）は、愛知県出身の元サッカー選手、俳優。サッカー選手としてのポジションは、DF(サイドバック)。サッカーを引退した後、隆（りゅん）、後に田中隆志（たなかりゅうじ）の芸名で俳優として活動、その後韓国に活動拠点を移した。

## サッカー選手として

### 所属クラブ
- 2000年 - 2003年 愛知朝鮮中高級学校
- 2003年 - 2007年 朝鮮大学校
- 2007年 FC KOREA
- 2008年 栃木SC
- 2009年 - 2010年 日立栃木ウーヴァSC/栃木ウーヴァFC
- 2011年 福島ユナイテッドFC
- 2011年 藤枝MYFC

### 個人成績
| 国内大会個人成績 | 国内大会個人成績 | 国内大会個人成績 | 国内大会個人成績 | 国内大会個人成績                                 | 国内大会個人成績 | 国内大会個人成績 | 国内大会個人成績 | 国内大会個人成績 | 国内大会個人成績 | 国内大会個人成績 | 国内大会個人成績 |
| 年度             | クラブ           | 背番号           | リーグ           | リーグ戦                                         | リーグ戦         | リーグ杯         | リーグ杯         | オープン杯       | オープン杯       | 期間通算         | 期間通算         |
| 年度             | クラブ           | 背番号           | リーグ           | 出場                                             | 得点             | 出場             | 得点             | 出場             | 得点             | 出場             | 得点             |
| 日本             | 日本             | 日本             | 日本             | リーグ戦                                         | リーグ戦         | リーグ杯         | リーグ杯         | 天皇杯           | 天皇杯           | 期間通算         | 期間通算         |
| ---------------- | ---------------- | ---------------- | ---------------- | ------------------------------------------------ | ---------------- | ---------------- | ---------------- | ---------------- | ---------------- | ---------------- | ---------------- |
| 2007             | KOREA            |                  | 東京都1部        |                                                  |                  | -                | -                | -                | -                |                  |                  |
| 2008             | 栃木SC           | 30               | JFL              | 0                                                | 0                | -                | -                | 0                | 0                | 0                | 0                |
| 2009             | 日立栃木/ 栃木U  | 15               | 関東1部          |                                                  |                  | -                | -                |                  |                  |                  |                  |
| 2010             | 日立栃木/ 栃木U  | 15               | JFL              | 7                                                | 0                | -                | -                | 0                | 0                | 7                | 0                |
| 2011             | 福島U            | 2                | 東北1部          | -                                                | -                | -                | -                | -                | -                | -                | -                |
| 2011             | 藤枝             | 20               | 東海1部          |                                                  |                  | -                | -                |                  |                  |                  |                  |
| 通算             | 日本             | 日本             | JFL              | 7                                                | 0                | -                | -                | 0                | 0                | 7                | 0                |
| 通算             | 日本             | 日本             | 東北1部          | \|\|\|\|colspan="2"\|-\|\|\|\|\|\|\|\|           |                  |                  |                  |                  |                  |                  |                  |
| 通算             | 日本             | 日本             | 関東1部          | -                                                | -                | -                | -                | -                | -                | -                | -                |
| 通算             | 日本             | 日本             | 東海1部          | \|\|\|\|colspan="2"\|-\|\|\|\|\|\|\|\|           |                  |                  |                  |                  |                  |                  |                  |
| 通算             | 日本             | 日本             | 東京都1部        | \|\|\|\|colspan="2"\|-\|\|colspan="2"\|-\|\|\|\| |                  |                  |                  |                  |                  |                  |                  |
| 総通算           | 総通算           | 総通算           | 総通算           | \|\|\|\|0\|\|0\|\|\|\|\|\|\|\|                   |                  |                  |                  |                  |                  |                  |                  |

## 俳優として
引退後に隆（りゅん）の芸名でコマーシャルに出演、2016年の『つむぐもの』で映画初出演を果たす。8月23日には、芸名を田中隆志に改名した。
映画、テレビドラマに出演を続けた後、舞台にも出演。伊藤和重の演出作品数作に出演した。その後、2023年より韓国に拠点を移して活動した。

### 出演
出典は別記無き限りによる。

#### テレビ
- 浅見光彦シリーズ　神苦楽島（2015年、フジテレビ） - 渡部役
- ビターブラッド（2017年、フジテレビ） - 刑事役
- よろとく満タン！～IDEX編～（2019年、RKB毎日放送） - ヤクザ 役

#### 映画
- つむぐもの（2016年） - 金田役
- 桜散れども（2016年） - 鈴木正和役
- リングサイド・ストーリー（2017年） - K-1社員役

#### 舞台
- Farce 道化師（2019年）[6]
- チベットモンキー（2019年）[7]
- 黄泉坂一丁目（2019年）[8]
- 赤子はゆりかごの中で…（2020年）[9]
- 闇の轍（2021年）[10][11]

#### コマーシャル
出典はによる。
- 東京メトロ
- 住友銀行オリンピック広告
- 一心堂本舗
- フェイスパック
- Columbia
- イトーヨーカドー